# Instituto
Instituto é uma organização permanente criada com propósitos definidos. Em geral trata-se de uma organização voltada para pesquisa científica em tópicos bem determinados ou para fins filantrópicos. Pode-se tratar também de uma parte de uma instituição de ensino superior que possui certa autonomia em relação à instituição principal. Outro exemplo são os institutos de formação política, mantidos para a qualificação da militância e disseminação dos pontos de vista de partidos políticos.

## Institutos brasileiros
No Brasil podemos citar como exemplos de institutos:

### Instituto de pesquisa científica
- Instituto Butantan localizado em São Paulo, um centro de pesquisas biomédicas e importante produtor de vacinas.
- Instituto Nacional de Matemática Pura e Aplicada localizado no Horto do Jardim Botânico no Rio de Janeiro. Vinculado ao Ministério da Ciência e Tecnologia, realiza pesquisa na área de matemática.
- Instituto de Pesquisas Tecnológicas (IPT).

### Instituto Universitário
- Instituto de Computação da Unicamp, localizado no campus de Campinas, interior de São Paulo. Responsável por pesquisa e ensino na área de computação.
- Instituto de Economia da Unicamp, também localizado no campus de Campinas. Responsável por pesquisa e ensino na área de economia.
- Instituto de Química da Unicamp, localizado igualmente no campus de Campinas, é responsável por pesquisa e ensino na área de química.
- Instituto Federal de Educação, Ciência e Tecnologia. Responsável pelo ensino superior, básico e profissional, sendo pluricurricular e multicampi.

### Instituto Filantrópico e Educacional
Exemplo de instituto filantrópico e educacional temos o Instituto Presbiteriano Mackenzie.

### Outros
- Instituto Nacional da Propriedade Industrial com sede no Rio de Janeiro, responsável no Brasil pela concessão de marcas e patentes.
- Instituto Teotônio Vilela, do Partido da Social Democracia Brasileira (PSDB).

## Institutos públicos em Portugal
Em Portugal, um instituto público (IP) constitui um tipo de organismo que integra a administração indireta do Estado ou das regiões autónomas.
São considerados institutos públicos os serviços e fundos, da Administração do Estado e das regiões autónomas dos Açores e da Madeira, quando dotados de personalidade jurídica. Os fundos personalizados, considerados institutos públicos, são também designados "fundações públicas".